# بنیاد فری‌بی‌اس‌دی
بنیاد فری‌بی‌اس‌دی (به انگلیسی: FreeBSD Foundation) یک سازمان غیر انتفاعی تخصصی در ایالات متحده برای حمایت از پروژه فری‌بی‌اس‌دی، توسعه آن و جامعه کاربری‌اش می‌باشد. جمع‌آوری اعانه از افراد و شرکت‌ها و مصرف آن برای حمایت از توسعه دهندگان برای فعالیت‌های مشخص، خرید سخت‌افزار و زیرساخت‌های شبکه‌ای و تهیه کمک هزینه برای نشست‌های توسعه دهندگان از کارهای بنیاد فری‌بی‌اس‌دی می‌باشد. بنیاد فری‌بی‌اس‌دی به علاوه مسئول تدارک اسناد قانونی برای امضای قرارداد و توافقنامه از طرف پروژه فری‌بی‌اس‌دی و همچنین نگهداری علامت تجاری فری‌بی‌اس‌دی و دامنه‌های اینترنتی مرتبط با آن می‌باشد.

بنیاد فری‌بی‌اس‌دی در ۷ دسامبر ۲۰۰۰ به صورت اولیه به عنوان یکه موسسه خیریه ۵۰1(c)(۳) شناخته شد، و به صورت رسمی در ۲۷ جون ۲۰۰۱ به دنیا معرفی شد.

هیئت مدیره بنیاد فری‌بی‌اس‌دی

اعطای فعلی هیئت مدیره عبارتند از:
- جاستین تی گیبس Justin T. Gibbs، رییس.
- رابرت ان ام واتسون Robert N. M. Watson، معاون رییس.
- دب گودکین Deb Goodkin، منشی و صندوقدار.
- سم لفلر Sam Leffler، مدیر.
- هیروکی ساتو Hiroki Sato، مدیر.
- اد ماسته Ed Maste، مدیر.
- درو لاوین Dru Lavigne، مدیر.
- اروین لانسینگ Erwin Lansing، مدیر.